# 경기도파주교육지원청
경기도파주교육지원청(京畿道坡州敎育支援廳, Paju Offece of Education)은 경기도 파주시를 관할하는 경기도교육청 산하의 교육지원청이다.
교육장은 장학관으로 보한다.

## 산하기관

### 초등학교
| - 가온초등학교 - 갈현초등학교 - 검산초등학교 - 교하초등학교 - 군내초등학교 - 금릉초등학교 - 금신초등학교 - 금촌초등학교 - 금향초등학교 - 금화초등학교 - 능안초등학교 - 대성동초등학교 - 덕암초등학교 - 도마산초등학교 - 동패초등학교 | - 두일초등학교 - 마정초등학교 - 마지초등학교 - 문발초등학교 - 문산동초등학교 - 문산초등학교 - 법원초등학교 - 봉일천초등학교 - 삼성초등학교 - 새금초등학교 - 석곶초등학교 - 신산초등학교 - 심학초등학교 - 연풍초등학교 - 영도초등학교 | - 와석초등학교 - 용미초등학교 - 용연초등학교 - 운광초등학교 - 운정초등학교 - 웅담초등학교 - 월롱초등학교 - 임진초등학교 - 자유초등학교 - 장파초등학교 - 적서초등학교 - 적암초등학교 - 지산초등학교 - 천현초등학교 - 청석초등학교 | - 청암초등학교 - 탄현초등학교 - 통일초등학교 - 파양초등학교 - 파주대원초등학교 - 파주송화초등학교 - 파주와동초등학교 - 파주초등학교 - 파평초등학교 - 한가람초등학교 - 한빛초등학교 - 해솔초등학교 |

### 중학교
| - 광탄중학교 - 교하중학교 - 금릉중학교 - 금촌중학교 - 동패중학교 - 두일중학교 | - 문산동중학교 - 문산북중학교 - 문산수억중학교 - 문산중학교 - 법원여자중학교 - 봉일천중학교 | - 삼광중학교 - 선유중학교 - 어유중학교 - 운정중학교 - 율곡중학교 - 지산중학교 - 탄현중학교 | - 파주광일중학교 - 파주중학교 - 파평중학교 - 한가람중학교 - 한빛중학교 - 해솔중학교 |

## 같이 보기
- 대한민국 교육부